# Typhlodromips ainu
Typhlodromips ainu är en spindeldjursart som först beskrevs av Ehara 1967.  Typhlodromips ainu ingår i släktet Typhlodromips och familjen Phytoseiidae. Inga underarter finns listade i Catalogue of Life.